# VdB 36
vdB 36 est une nébuleuse par réflexion visible dans la constellation d'Orion.
Il s'agit du vaste système de gaz et de poussière illuminé par le rayonnement intense de Rigel, la supergéante bleue qui forme le sommet sud-ouest de la figure d'Orion. Ce nuage s'étend sur quelques degrés autour de l'étoile et comprend le même banc de gaz qui, au nord-ouest de Rigel, donne naissance à la célèbre nébuleuse de la Tête de Sorcière. Une partie du gaz de la région rejoint le vaste système nébuleux qui constitue la boucle de Barnard, un demi-cercle de gaz ionisé délimitant une grande superbulle probablement issue du vent stellaire intense des étoiles les plus massives de l'association Orion OB1, dans le nuage d'Orion, à environ 600 années-lumière de Rigel. La distance du nuage vdB 36 au système solaire est approximativement la même que celle de Rigel, soit environ 800 années-lumière.